# Ocotea effusa
Ocotea effusa är en lagerväxtart som först beskrevs av Carl Daniel Friedrich Meisner, och fick sitt nu gällande namn av William Botting Hemsley. Ocotea effusa ingår i släktet Ocotea och familjen lagerväxter. Inga underarter finns listade i Catalogue of Life.